# Lapeyrouse-Mornay
Lapeyrouse-Mornay – miejscowość i gmina we Francji, w regionie Owernia-Rodan-Alpy, w departamencie Drôme.
Według danych na rok 1990 gminę zamieszkiwały 723 osoby, a gęstość zaludnienia wynosiła 63 osoby/km² (wśród 2880 gmin regionu Rodan-Alpy Lapeyrouse-Mornay plasuje się na 962. miejscu pod względem liczby ludności, natomiast pod względem powierzchni na miejscu 1013.).

## Galeria

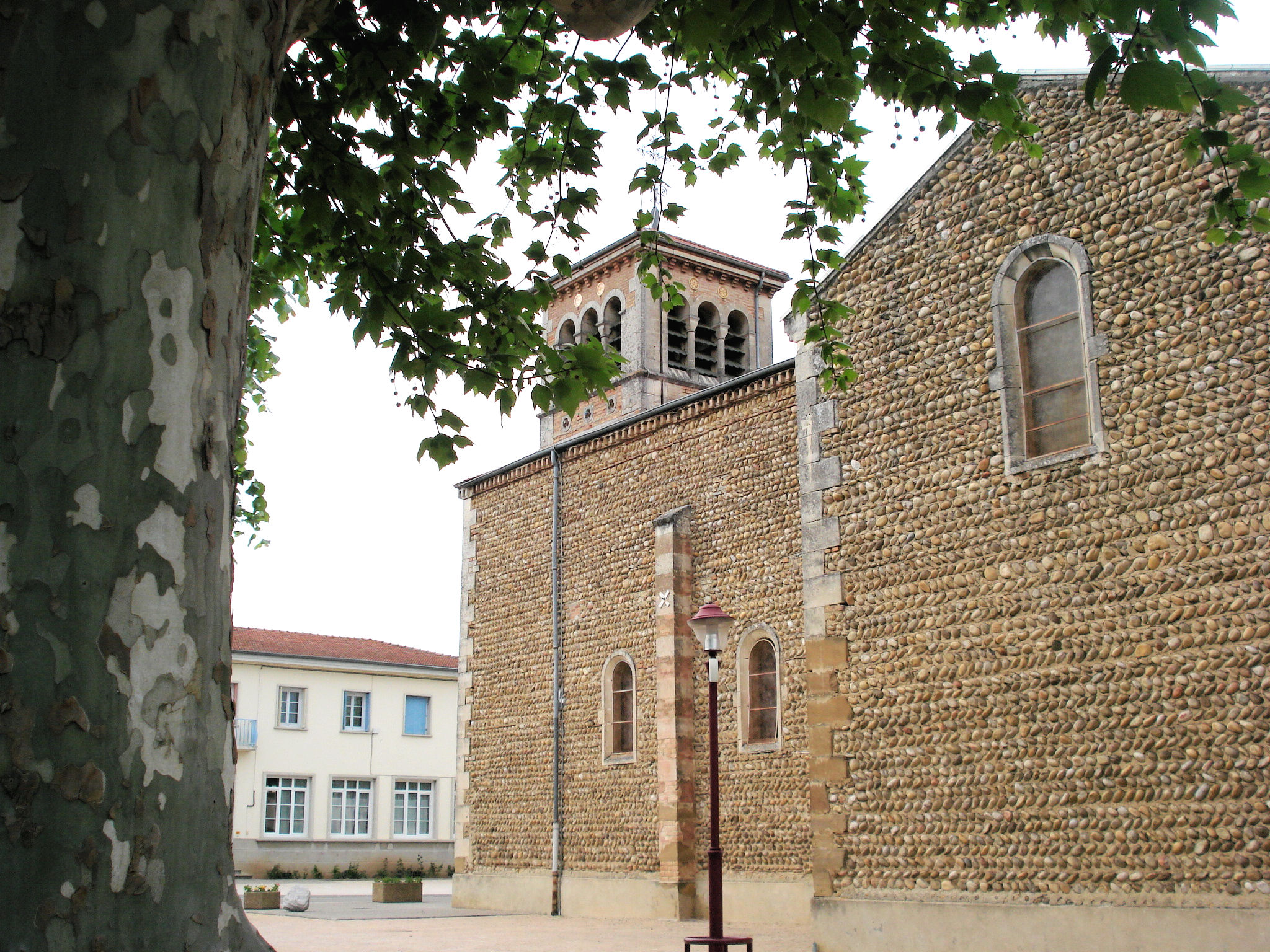
Kościół (2008)
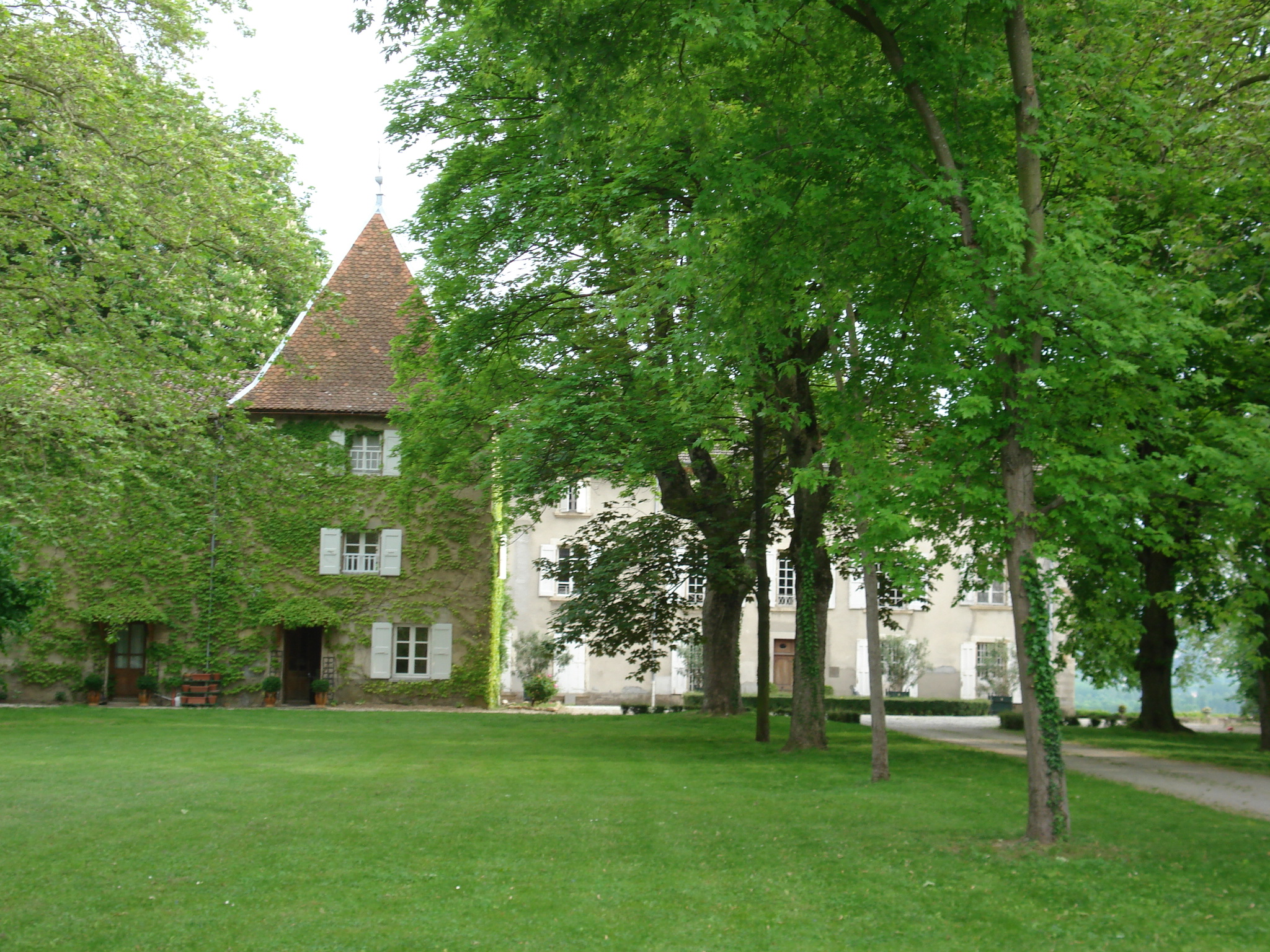
Zamek Joyeuse z XVIII wieku (2008)